# Helicón de Cízico
Helicón de Cízico (en griego: Ελικών ο Κυζικηνός) (Cízico, siglo IV a. C.) fue un astrónomo y matemático de la Grecia clásica, discípulo de Platón y de Eudoxo de Cnido. Se hizo célebre por pronosticar con precisión un eclipse de Sol cuando estuvo al servicio de Dionisio de Siracusa.

## Eponimia
- El cráter lunar Helicon lleva este nombre en su memoria.